# Braulio Vigón
Braulio Vigón Casquero (Mieres, 7 de noviembre de 1849 - Colunga 1914) era un historiador y estudioso de las costumbres de Asturias.
Braulio nace en Mieres en el seno de la familia formada por Juan Vigón García y de Rita Casquero Piniella. Vive al principio en Mieres y luego se va trasladando por los concejos de Laviana, Llanes y Colunga. 
Se embarca hacia La Habana, de la que regresa para ingresar en el Real Instituto Jovellanos en Gijón.
Tras realizar sus estudios se asienta definitivamente en Colunga en donde se casa con María del Rosario Suerodíaz Montoto en 1871.
En 1877 es elegido alcalde de Colunga.
Fue maestro masón (Grado 3.º) perteneciendo a la logia ovetense «Juan González Río».
Escribió en la revista Asturias, fundada y dirigida por Félix Aramburu.
En 1881 coofunda el grupo asturianista «La Quintana».
Fue el padre del militar y ministro del Aire Juan Vigón.

## Reconocimientos
- Hijo adoptivo de colunga.
- Caballero de la Orden de Isabel la Católica, 1879.
- Medalla de la Real Academia de la Historia concedida en 1882.

- Datos: Q5733422
- Multimedia: Braulio Vigón / Q5733422